# 唐人里駅
唐人里駅（タンインニえき）は大韓民国ソウル特別市麻浦区にかつて存在した大韓民国鉄道庁唐人里線の駅である。

## 歴史
- 1929年9月20日 - 開業[1]。
- 1980年3月1日 - 廃止[2]。

## 隣の駅
韓国鉄道公社
唐人里線
放送所前駅 - 唐人里駅